# Alexander Rudbeck

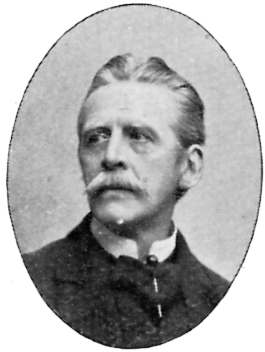
Alexander Rudbeck, Foto aus einem historischen Lexikon, um 1900

Oskar Thure Gustaf Alexander Fredrik Freiherr von Rudbeck (* 21. Januar 1829 in Stavby in Husby-Rekarne, heute Uppsala, Schweden; † 24. April 1908 in Stockholm) war ein schwedischer Genre- und Historienmaler der Düsseldorfer Schule.

## Leben
Rudbeck war Spross des schwedischen Freiherrengeschlechts Rudbeck, Enkel des schwedischen Militärs und Politikers Thure Gustaf Rudbeck (1714–1786) sowie eines von elf Kindern des Hofmarschalls und Rittmeisters Claes Reinhold Rudbeck (1791–1874) und dessen Ehefrau Juliana Sofia Gabriella Oxenstierna af Korsholm och Wasa (1795–1862). Nach der Schule in Uppsala studierte er Malerei an der Kunstakademie Stockholm. In den Jahren 1853 bis 1858 lebte er in Düsseldorf. Dort studierte er von 1853 bis 1855 an der Königlich Preußischen Kunstakademie unter den Lehrern Karl Ferdinand Sohn, Heinrich Mücke und Rudolf Wiegmann. In den Jahren 1858 bis 1860 lebte und studierte er in Paris. 1871 wurde er als Agré in die Schwedische Akademie der Schönen Künste aufgenommen. Rudbeck blieb zeitlebens ledig.